# Recuerdos y bellezas de España
Recuerdos y bellezas de España es un conjunto de diez volúmenes editados entre 1839 y 1865 que ejemplifican el Romanticismo arqueológico y medieval originado con especial fuerza en la Cataluña del segundo cuarto del siglo XIX.

## Cronología y autoría

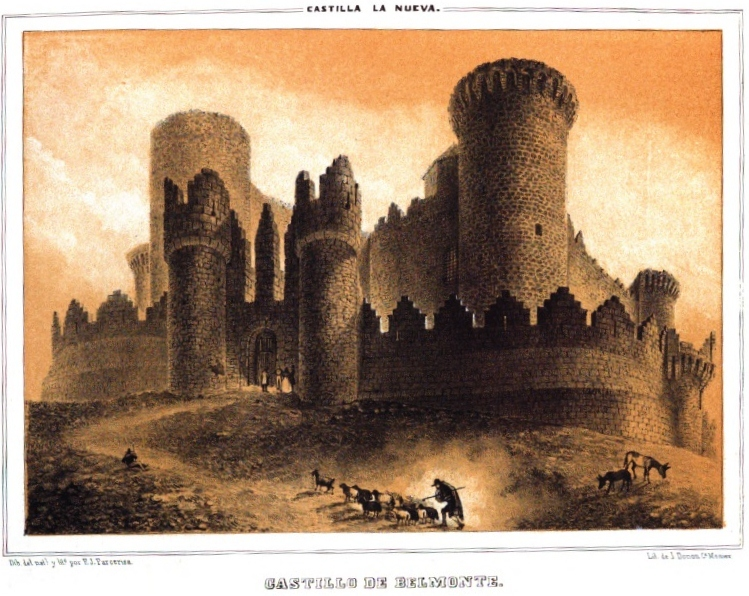
Litografía del castillo de Belmonte de Francisco Javier Parcerisa en el tomo II de Recuerdos y bellezas de España: Castilla La Nueva.

La realización de las láminas corrió a cargo del dibujante y litógrafo Francisco Javier Parcerisa. El primer volumen, publicado en 1839 por la imprenta de Joaquín Verdaguer de Barcelona, tiene por título: Recuerdos y Bellezas de España. Obra destinada para dar a conocer sus monumentos, antigüedades, paisajes, etc., con láminas dibujadas del natural y litografiadas por F. J. Parcerisa y acompañadas con texto de P. Piferrer. Principado de Cataluña. Comprende las provincias de Barcelona, Gerona, Tarragona y Lérida.
El trabajo conjunto de Pablo Piferrer y Parcerisa continua en el siguiente volumen, dedicado a Mallorca (1842), y en gran parte del tercero, que centra de nuevo su atención en Cataluña (1848), y el texto del cual hubo de completar Francisco Pi y Margall.
En los volúmenes siguientes, siempre con litografías de Parcerisa, encontramos los dedicados a diferentes regiones españolas: Aragón (1844), con textos de José María Quadrado; Granada (1850), de Pi y Margall; Castilla la Nueva (1853), y Asturias y León (1855), también de Quadrado; Córdoba (1855), y Sevilla y Cádiz (1856), de Pedro de Madrazo; y otra más de Quadrado que cierra la serie con el volumen dedicado a Salamanca, Ávila y Segovia (1865).

## Origen ideológico
La obra, unión de texto e imagen, intenta rescatar un pasado monumental al mismo tiempo que evoca una visión heroica. Es portadora de una ideología que encuentra en la Edad Media aquellos valores que el racionalismo del siglo XVIII ha amenazado dando al positivismo y ateísmo.
Los intelectuales y artistas que participan en este proyecto, que ejemplifican el espíritu de su época y especialmente el de la Barcelona del primer romanticismo, contribuyen con él a la recuperación de un patrimonio cultural después de una etapa de revoluciones, una restauración movida por el idealismo poético y por un gran afán de investigación.
La fe católica que profesaron los puristas catalanes del primer Romanticismo y Piferrer en concreto, encuentran en las obras góticas una unión perfecta de placer estético y expresión del cristianismo, creencias que ya habían formulado en Francia pensadores como Chateaubriand.

La potencia sentimental del texto de Piferrer lo hará convertirse en el estandarte del Romanticismo más exaltado, que da un lugar preeminente al concepto de misterio y a las profundas experiencias religiosas.

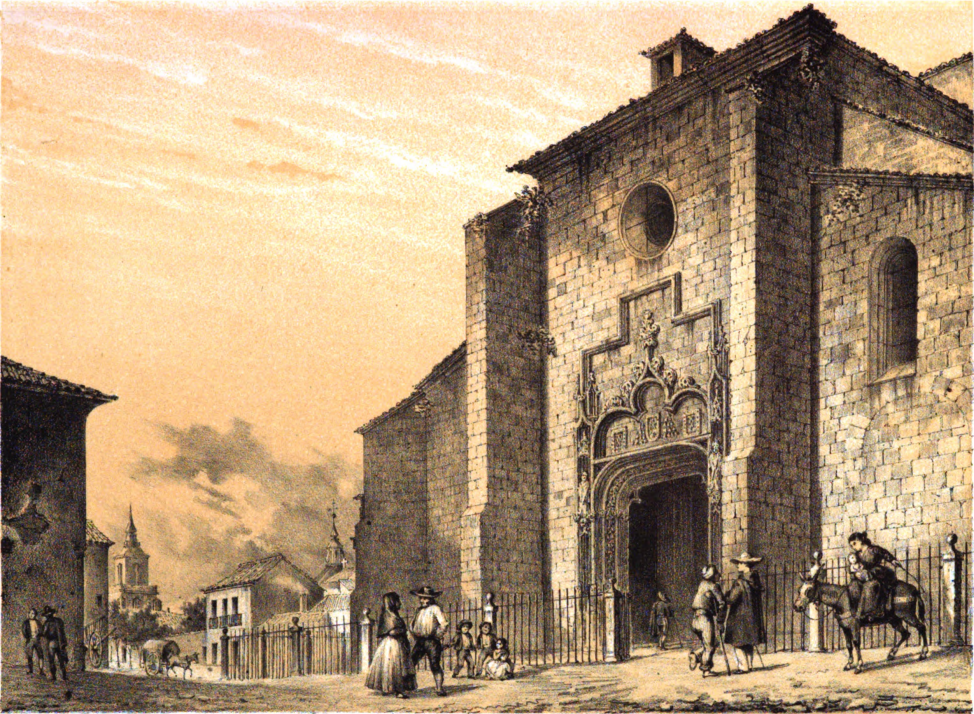
Fachada de la Catedral de Alcalá de Henares (Recuerdos y bellezas de España: Castilla la Nueva, tomo I; 1853)

Este texto muestra la capacidad de Pablo Piferrer para desentrañar el simbolismo del arte medieval. Con él trata de demostrar que este arte es preeminentemente cristiano. Así explica como la vertical predominante traduce el sentimiento de elevación hacia el divino, la cruz que forma la planta y la del altar se relacionan con la Trinidad, la robustez del Alta Edad Media era símbolo de la fortaleza de la iglesia como institución y sus interiores eran oscuros para incitar a la oración.
En la introducción de Recuerdos el mismo Piferrer expresa su preocupación por la pérdida monumental en el momento de convulsión política y social que vive.
Este carácter fuertemente poético será matizado por la siguiente obra de Pi y Margall, y suplantado por el rigor histórico de los textos de Quadrado y Madrazo en las siguientes ediciones.